# Смирнов, Пётр Александрович
Пётр Александрович Смирнов (17 (29) мая 1897, рабочий посёлок Бело-Холуницкого завода, Слободской уезд, Вятская губерния, Российская империя — 22 февраля 1939, Москва, СССР) — советский военный деятель и политработник, армейский комиссар 1-го ранга (30.12.1937). Народный комиссар Военно-морского флота СССР (1937—1938). Репрессирован в годы массовых репрессий в РККА. Реабилитирован посмертно.

## Биография
Русский, из рабочих, образование низшее: окончил ремесленное училище. С 1913 года трудился землекопом. С 1914 года работал столяром в деревообделочном и закройном цехах Лысьвенского металлургического завода. В 1915 году включился в революционное движение, за что в январе 1916 года был арестован. Провёл в тюрьме больше года, освобождён после Февральской революции. 
Член РКП(б) с марта 1917 года. Сразу же вступил в боевую дружину Лысьвенского завода. В январе 1918 года назначен отдела формирований Пермского губернского штаба Красной Гвардии. С марта 1918 года — в Красной Армии, участник гражданской войны. В начале марта 1918 года был назначен комиссаром Северного летучего отряда по подавлению кулацких контрреволюционных восстаний, участвовал в подавлении восстания в Осинском уезде Пермской губернии. Затем служил председателем фронтового комитета так называемой «Южно-Уральской армии» (по сути, являлась крупным сводным отрядом, объединившим несколько мелких красных отрядов), после её расформирования стал комиссаром батальона 1-го Сводного стрелкового полка. В январе 1919 года назначен комиссаром 8-го Уральского полка, в январе 1920 — комиссаром 4-й запасной стрелковой бригады, затем — комиссаром штаба Запасной армии Кавказского фронта. В феврале-марте 1921 года участвовал в подавлении Кронштадтского восстания, будучи делегатом X съезда ВКП(б). 
В 1921 году — военком 2-й Ставропольской кавалерийской дивизии имени М. Ф. Блинова, с ноября 1921 года — военком 9-й Донской стрелковой дивизии, с сентября 1922 года — военком 15-го стрелкового корпуса (все эти части дислоцировались в Северо-Кавказском военном округе). В декабре 1922 года был переведён на должность военкома в 57-ю Екатеринбургскую стрелковую дивизию (Приволжский военный округ), в августа 1923 года назначен военкомом 16-го стрелкового корпуса в том же округе. С ноября 1923 года — военком 3-го стрелкового корпуса Московского военного округа (Рязань), затем — военком 10-го стрелкового корпуса (Козлов). В апреле 1924 — январе 1926 годах — заместитель начальника отдела Политуправления РККА. С января 1926 по апрель 1928 года — член Реввоенсовета — начальник политуправления Морских сил Балтийского моря. С апреля 1928 по декабрь 1929 года — член Реввоенсовета — начальник политуправления Северо-Кавказского военного округа; затем его направили на учёбу.
Окончил Курсы марксизма при Коммунистической академии ЦК ВКП(б) в 1931 году. С марта 1931 года — член Реввоенсовета — начальник политуправления Приволжского военного округа; с августа 1933 года — член Военного совета — начальник политуправления Белорусского военного округа; с сентября 1935 года — член Военного совета — заместитель командующего войсками по политической части Ленинградского военного округа. Армейский комиссар 2-го ранга (20.11.1935). Избирался делегатом на пять съездов ВКП(б), и членом ЦИК СССР.
С 15 июня 1937 года — начальник Политуправления РККА вместо снятого (и через несколько дней застрелившегося) Я. Б. Гамарника; с сентября того же года — заместитель Народного комиссара обороны СССР, одновременно в 1934—1938 годах — член Военного совета при Народном комиссаре обороны СССР.
12 декабря 1937 года был избран депутатом Совета Союза Верховного Совета СССР 1-го созыва от Днепропетровской области УССР.
30 декабря 1937 года Постановлением ЦИК СССР назначен Народным комиссаром Военно-морского флота СССР.

### Репрессии
Один из главных организаторов репрессий в РККА во второй половине 1937 года: санкционировал или был инициатором ареста многих командиров и политработников РККА и ВМФ. На посту наркома ВМФ совершил две длительные поездки сначала на Тихоокеанский флот, а затем на Северный флот, где развернул широкую деятельность по «очищению кадров». 
Сам был арестован 30 июня 1938 года. Следствие по его делу вели комбриг Н. Н. Фёдоров (сам расстрелянный в 1940 году), майор госбезопасности В. С. Агас (сам расстрелянный в 1939 году) и А. М. Ратнер (привлекался к ответственности в 1956 году). Под их психологическим и физическим воздействием Смирнов уже 3 июля подписал признательные показания о своём участии в «военно-фашистском заговоре», оговорив А. С. Булина, И. Ф. Федько, П. И. Смирнова-Светловского, И. П. Петухова и ряд других военачальников. В обвинении говорилось, что с 1928 года Смирнов участвовал в троцкистской организации «белорусско-толмачёвская оппозиция», в 1933 году завербован в антисоветский заговор Я. Б. Гамарником. Осужден 22 февраля 1939 года Военной коллегией Верховного суда СССР под председательством В. В. Ульриха по обвинению в участии в военно-фашистском заговоре за совершение преступлений, предусмотренных ст. 58 п. 1«б» УК РСФСР и приговорён к высшей мере наказания. Расстрелян в тот же день. 
Реабилитирован определением Военной коллегией Верховного суда СССР от 16 мая 1956 года в связи с отсутствием в его действиях состава преступления.

## Награды
- Орден Ленина (1938);
- Орден Красного Знамени (1921).

## Адрес
СССР, РСФСР, Москва, Лубянский проезд, дом 17, квартира 17.

## Исторические источники
- Репрессии в Красной Армии (30-е годы). Сборник документов из фондов Российского Государственного Военного Архива / Составители Кристиани А., Михалева В. М.. — Napoli, 1996.